# Knipperlichtrelatie
Een knipperlichtrelatie is een relatie die achtereenvolgens meerdere keren aan en uit gaat. Dit kan het gevolg zijn van het herhaaldelijk tot de conclusie komen van een of beide partners dat de ander niet 'de ware' is, maar dat men na enige tijd ook weer tot de conclusie komt dat men niet zonder elkaar kan.